# عارفة منصوري

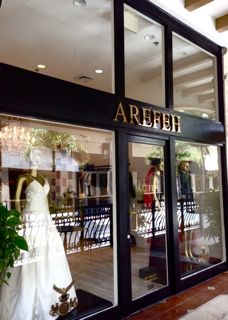
عارفه بوتيك في بالم بيتش في الولايات المتحدة في عام 2013

عارفة منصوري (بالإنجليزية: Arefeh Mansouri)‏ مصمّمة أزياء إيرانية-أمريكية، تعمل في صناعة السينما الأمريكية. فازت المنصوري بالعديد من الجوائز، وقد ظهر عملها في العديد من مجلات الأزياء مثل فوغ، إل، ماري كلير وإنستيل.

## روابط خارجية
- عارفة منصوري على موقع IMDb (الإنجليزية)
- Costume Designer Arefeh Mansouri on Costume Designers Guild